# Convocazioni alla Copa América Femenina 2018
Questa pagina elenca le giocatrici convocate per la Copa América Femenina a Cile 2018.

## Gruppo A

### Cile
Selezionatore: José Letelier
| N. | Pos. | Giocatore          | Data nascita (età)          | Pres. | Squadra              |
| -- | ---- | ------------------ | --------------------------- | ----- | -------------------- |
| 1  | P    | Christiane Endler  | 23 luglio 1991 (26 anni)    |       | Paris Saint-Germain  |
| 12 | P    | Natalia Campos     | 12 gennaio 1992 (26 anni)   |       | Univ. Católica       |
| 22 | P    | Carolina Armijo    | 28 novembre 1987 (30 anni)  |       | Cúcuta Deportivo     |
| 2  | D    | Rocío Soto         | 21 settembre 1993 (24 anni) |       | Colo-Colo            |
| 3  | D    | Carla Guerrero     | 23 dicembre 1987 (30 anni)  |       | Santa Fe             |
| 5  | D    | Ámbar Soruco       | 3 marzo 1996 (22 anni)      |       | Universidad de Chile |
| 14 | D    | Fernanda Pinilla   | 6 novembre 1993 (24 anni)   |       | Universidad de Chile |
| 15 | D    | Su Helen Galaz     | 27 maggio 1991 (26 anni)    |       | Santiago Morning     |
| 17 | D    | Geraldine Leyton   | 11 maggio 1989 (28 anni)    |       | Colo-Colo            |
| 18 | D    | Camila Sáez        | 17 ottobre 1994 (23 anni)   |       | Tacón                |
| 4  | C    | Francisca Lara     | 29 luglio 1990 (27 anni)    |       | Huelva               |
| 6  | C    | Claudia Soto       | 6 luglio 1993 (24 anni)     |       | Audax                |
| 8  | C    | Karen Araya        | 16 ottobre 1990 (27 anni)   |       | Audax                |
| 11 | C    | Yesenia López      | 20 ottobre 1990 (27 anni)   |       | 3B Amazônia          |
| 16 | C    | Ana Gutiérrez      | 20 giugno 1996 (21 anni)    |       | Colo-Colo            |
| 7  | A    | María José Rojas   | 17 dicembre 1987 (30 anni)  |       | Orca Kamogawa        |
| 9  | A    | Nathalie Quezada   | 21 giugno 1989 (28 anni)    |       | Colo-Colo            |
| 10 | A    | Yanara Aedo        | 5 agosto 1993 (24 anni)     |       | Washington Spirit    |
| 13 | A    | Javiera Grez       | 11 luglio 2000 (17 anni)    |       | Curicó Unido         |
| 19 | A    | Yessenia Huenteo   | 30 ottobre 1992 (25 anni)   |       | Colo-Colo            |
| 20 | A    | Maryorie Hernández | 20 marzo 1990 (28 anni)     |       | Palestino            |
| 21 | A    | María José Urrutia | 17 dicembre 1993 (24 anni)  |       | Univ. Católica       |

### Colombia
Selezionatore: Nelson Abadía
| N. | Pos. | Giocatore          | Data nascita (età)          | Pres. | Squadra              |
| -- | ---- | ------------------ | --------------------------- | ----- | -------------------- |
| 1  | P    | Vanessa Córdoba    | 9 maggio 1995 (22 anni)     |       | La Equidad           |
| 22 | P    | Stefany Castaño    | 11 gennaio 1994 (24 anni)   |       | Patriotas            |
| 12 | P    | Sandra Sepúlveda   | 3 marzo 1988 (30 anni)      |       | Atlético Junior      |
| 13 | D    | Angela Clavijo     | 1º settembre 1993 (24 anni) |       | América de Cali      |
| 16 | D    | Daniela Caracas    | 25 aprile 1997 (20 anni)    |       | Atlético Huila       |
| 20 | D    | Liana Salazar      | 16 settembre 1992 (25 anni) |       | Santa Fe             |
| 3  | D    | Daniela Arias      | 31 agosto 1994 (23 anni)    |       | Atlético Bucaramanga |
| 17 | D    | Carolina Arias     | 2 settembre 1990 (27 anni)  |       | Atlético Nacional    |
| 5  | D    | Manuela Vanegas    | 9 novembre 2000 (17 anni)   |       | Formas Íntimas       |
| 9  | D    | Oriánica Velásquez | 1º agosto 1989 (28 anni)    |       | Formas Íntimas       |
| 15 | D    | Isabella Echeverri | 16 giugno 1994 (23 anni)    |       | Toledo Rockets       |
| 8  | C    | Jessica Caro       | 20 luglio 1988 (29 anni)    |       | Cortuluá             |
| 19 | C    | Marcela Restrepo   | 10 novembre 1995 (22 anni)  |       | Cortuluá             |
| 10 | C    | Yoreli Rincón      | 27 luglio 1993 (24 anni)    |       | Atlético Huila       |
| 7  | C    | Leicy Santos       | 16 maggio 1996 (21 anni)    |       | Santa Fe             |
| 2  | C    | Gabriela Huertas   | 17 giugno 1991 (26 anni)    |       | Santa Fe             |
| 4  | C    | Diana Ospina       | 3 marzo 1989 (29 anni)      |       | Formas Íntimas       |
| 6  | C    | Daniela Montoya    | 22 agosto 1990 (27 anni)    |       | Atlético Junior      |
| 11 | A    | Catalina Usme      | 25 dicembre 1989 (28 anni)  |       | América de Cali      |
| 14 | A    | Manuela González   | 29 agosto 1995 (22 anni)    |       | Atlético Bucaramanga |
| 19 | A    | Valentina Restrepo | 30 agosto 1997 (20 anni)    |       | Formas Íntimas       |
| 21 | A    | Yisela Cuesta      | 27 settembre 1991 (26 anni) |       | Formas Íntimas       |

### Paraguay
Selezionatore: Rubén Subeldía
| N. | Pos. | Giocatore         | Data nascita (età)          | Pres. | Squadra          |
| -- | ---- | ----------------- | --------------------------- | ----- | ---------------- |
| 1  | P    | Cristina Recalde  | 29 settembre 1994 (23 anni) |       | UAA              |
| 12 | P    | Gloria Saleb      | 12 giugno 1991 (26 anni)    |       | Cerro Porteño    |
| 22 | P    | Alicia Bobadilla  | 5 giugno 1994 (23 anni)     |       | Dep. Capiatá     |
| 2  | D    | Marlene Mendoza   | 5 aprile 1994 (23 anni)     |       | Cerro Porteño    |
| 3  | D    | Carmen Benítez    | 5 aprile 1986 (31 anni)     |       | Libertad/Limpeño |
| 4  | D    | Limpia Fretes     | 24 giugno 2000 (17 anni)    |       | Cerro Porteño    |
| 5  | D    | Paola Genes       | 14 giugno 1991 (26 anni)    |       | Cerro Porteño    |
| 8  | D    | Verónica Riveros  | 23 aprile 1987 (30 anni)    |       | Foz Cataratas    |
| 15 | D    | Tania Riso        | 26 gennaio 1994 (24 anni)   |       | Libertad/Limpeño |
| 6  | C    | Damia Cortaza     | 29 settembre 1993 (24 anni) |       | Libertad/Limpeño |
| 7  | C    | Joana Galeano     | 9 agosto 1988 (29 anni)     |       | Libertad/Limpeño |
| 11 | C    | Liz Peña          | 15 giugno 1995 (22 anni)    |       | Libertad/Limpeño |
| 13 | C    | Fanny Godoy       | 21 gennaio 1998 (20 anni)   |       | UAA              |
| 16 | C    | Ramona Martínez   | 21 luglio 1996 (21 anni)    |       | Dep. Capiatá     |
| 17 | C    | Soledad Garay     | 27 novembre 1996 (21 anni)  |       | UAA              |
| 19 | C    | Rosa Miño         | 13 luglio 1999 (18 anni)    |       | Cerro Porteño    |
| 21 | C    | Graciela Martínez | 24 maggio 2001 (16 anni)    |       | Cerro Porteño    |
| 9  | A    | Amada Peralta     | 14 giugno 1994 (23 anni)    |       | Cerro Porteño    |
| 10 | A    | Jessica Martínez  | 14 giugno 1999 (18 anni)    |       | Santos           |
| 14 | A    | Gloria Villamayor | 10 aprile 1992 (25 anni)    |       | Patriotas        |
| 18 | A    | Fabiola Sandoval  | 27 maggio 1999 (18 anni)    |       | Sportivo Luqueño |
| 20 | A    | Lice Chamorro     | 22 dicembre 1998 (19 anni)  |       | Cerro Porteño    |

### Perù
Selezionatore: Vivian Ayres
| N. | Pos. | Giocatore         | Data nascita (età)          | Pres. | Squadra              |
| -- | ---- | ----------------- | --------------------------- | ----- | -------------------- |
| 1  | P    | Karla López       | 16 settembre 1998 (19 anni) |       | Universitario        |
| 12 | P    | Maryory Sánchez   | 7 aprile 1997 (20 anni)     |       | Sporting Cristal     |
| 21 | P    | Sharol Taboada    | 5 novembre 1994 (23 anni)   |       | La Cantera           |
| 2  | D    | Carmen Suárez     | 10 agosto 1995 (22 anni)    |       | JC Sport Girls       |
| 3  | D    | Fiorella Machaca  | 14 febbraio 2002 (16 anni)  |       | UNTAC                |
| 4  | D    | Even Pizango      | 15 aprile 1993 (24 anni)    |       | Universitario        |
| 5  | D    | Milagros Arruela  | 11 ottobre 1992 (25 anni)   |       | El Agustino          |
| 7  | D    | Odalys Rivas      | 9 ottobre 1998 (19 anni)    |       | Universitario        |
| 13 | D    | Katarina Comesaña | 19 giugno 1992 (25 anni)    |       | El Agustino          |
| 14 | D    | Lorena Cortez     | 19 febbraio 1988 (30 anni)  |       | ML CF                |
| 17 | D    | Aranxa Vega       | 26 agosto 1997 (20 anni)    |       | Universitario        |
| 6  | C    | Claudia Cagnina   | 10 settembre 1997 (20 anni) |       | St. John's Red Storm |
| 9  | C    | Xioczana Canales  | 21 aprile 1999 (18 anni)    |       | JC Sport Girls       |
| 10 | C    | Sandra Arévalo    | 14 aprile 1998 (19 anni)    |       | JC Sport Girls       |
| 11 | C    | Nahomi Martínez   | 5 aprile 1997 (20 anni)     |       | Sporting Cristal     |
| 16 | C    | María Valentín    | 13 ottobre 1995 (22 anni)   |       | Sporting Cristal     |
| 19 | C    | Kamila Cuchillo   | 8 novembre 1999 (18 anni)   |       | CAR Moquegua         |
| 20 | C    | Esthefany Espino  | 16 agosto 1999 (18 anni)    |       | Universitario        |
| 22 | C    | Milena Tomayconsa | 28 settembre 2001 (16 anni) |       | Unión Arequipa       |
| 8  | A    | Julia Suárez      | 1º novembre 1996 (21 anni)  |       | VCU Rams             |
| 15 | A    | Ximena Solís      | 29 settembre 2001 (16 anni) |       | La Cantera           |
| 18 | A    | Pierina Núñez     | 13 marzo 2000 (18 anni)     |       | Universitario        |

*Diana Alfaro è stata originariamente convocata nella squadra, ma poco dopo è stata sostituita da Carmen Suárez prima dell'inizio del torneo.

### Uruguay
Selezionatore: Ariel Longo
| N. | Pos. | Giocatore             | Data nascita (età)          | Pres. | Squadra        |
| -- | ---- | --------------------- | --------------------------- | ----- | -------------- |
| 1  | P    | Josefina Villanueva   | 3 febbraio 2000 (18 anni)   |       | Liverpool      |
| 12 | P    | Sofía Olivera         | 17 gennaio 2001 (17 anni)   |       | Peñarol        |
| 22 | P    | Catia Gómez           | 12 luglio 2000 (17 anni)    |       | Peñarol        |
| 2  | D    | Lucía Meyer           | 2 maggio 1999 (18 anni)     |       | Nacional       |
| 3  | D    | Daiana Farías         | 25 gennaio 1999 (19 anni)   |       | Peñarol        |
| 4  | D    | Carina Felipe         | 3 marzo 1998 (20 anni)      |       | Nacional       |
| 7  | D    | Stephanie Tregartten  | 9 settembre 1996 (21 anni)  |       | Unión Paysandú |
| 14 | D    | Valeria Colmán        | 25 maggio 1990 (27 anni)    |       | Nacional       |
| 15 | D    | Pierina Montenegro    | 12 agosto 1986 (31 anni)    |       | Nacional       |
| 17 | D    | Jemina Rolfo          | 20 febbraio 1995 (23 anni)  |       | Peñarol        |
| 21 | D    | Alexia Da Silva       | 21 dicembre 2000 (17 anni)  |       | Peñarol        |
| 5  | C    | Pamela González       | 28 settembre 1995 (22 anni) |       | Málaga         |
| 6  | C    | Sabrina Soravilla     | 25 agosto 1996 (21 anni)    |       | Nacional       |
| 8  | C    | Ximena Velazco        | 31 luglio 1995 (22 anni)    |       | Peñarol        |
| 10 | C    | Sindy Ramírez         | 28 gennaio 1991 (27 anni)   |       | San Lorenzo    |
| 16 | C    | Stefany Suárez        | 13 agosto 1994 (23 anni)    |       | Peñarol        |
| 18 | C    | Naiara Ferrari        | 24 giugno 1998 (19 anni)    |       | Nacional       |
| 19 | C    | Giovanna Yun          | 18 luglio 1992 (25 anni)    |       | Nacional       |
| 9  | A    | Carolina Birizamberri | 9 luglio 1995 (22 anni)     |       | River Plate    |
| 13 | A    | Adriana Castillo      | 5 maggio 1990 (27 anni)     |       | Nacional       |
| 11 | A    | Yamila Badell         | 1º marzo 1996 (22 anni)     |       | Tacón          |
| 20 | A    | Catherin Berni        | 30 giugno 1994 (23 anni)    |       | Colón          |

## Gruppo B

### Argentina
Selezionatore: Carlos Borrello
| N. | Pos. | Giocatore                | Data nascita (età)          | Pres. | Squadra           |
| -- | ---- | ------------------------ | --------------------------- | ----- | ----------------- |
| 1  | P    | Vanina Correa            | 14 agosto 1983 (34 anni)    |       | Social Lux        |
| 12 | P    | Laurina Oliveros         | 10 settembre 1993 (24 anni) |       | UAI Urquiza       |
| 22 | P    | Gabriela Garton          | 27 maggio 1990 (27 anni)    |       | UAI Urquiza       |
| 2  | D    | Agustina Barroso         | 20 maggio 1993 (24 anni)    |       | Ferroviária       |
| 3  | D    | Eliana Stábile           | 26 novembre 1990 (27 anni)  |       | Boca Juniors      |
| 4  | D    | Adriana Sachs            | 25 dicembre 1993 (24 anni)  |       | UAI Urquiza       |
| 8  | D    | Ruth Bravo               | 6 marzo 1992 (26 anni)      |       | Boca Juniors      |
| 10 | D    | Florencia Bonsegundo     | 14 luglio 1993 (24 anni)    |       | UAI Urquiza       |
| 13 | D    | Mariela Coronel          | 20 giugno 1981 (36 anni)    |       | Granada           |
| 14 | D    | Milagros Otazú           | 31 maggio 2001 (16 anni)    |       | UAI Urquiza       |
| 16 | D    | Valentina Cámara         | 18 novembre 1993 (24 anni)  |       | Belgrano          |
| 17 | D    | Natalie Juncos           | 28 dicembre 1990 (27 anni)  |       | UAI Urquiza       |
| 20 | D    | Aldana Cometti           | 3 marzo 1996 (22 anni)      |       | Atlético Huila    |
| 5  | C    | Vanesa Santana           | 3 settembre 1990 (27 anni)  |       | América de Cali   |
| 6  | C    | Gabriela Patricia Chávez | 9 aprile 1989 (28 anni)     |       | Platense          |
| 11 | C    | Estefanía Banini         | 21 giugno 1990 (27 anni)    |       | Washington Spirit |
| 19 | C    | Mariana Larroquette      | 24 ottobre 1992 (25 anni)   |       | UAI Urquiza       |
| 7  | A    | Amancay Urbani           | 7 dicembre 1991 (26 anni)   |       | Belgrano          |
| 9  | A    | Sole Jaimes              | 20 gennaio 1989 (29 anni)   |       | Dalian            |
| 15 | A    | María Belén Potassa      | 12 dicembre 1988 (29 anni)  |       | UAI Urquiza       |
| 18 | A    | Yael Oviedo              | 22 maggio 1992 (25 anni)    |       | Granada           |
| 21 | A    | Yamila Rodríguez         | 24 gennaio 1998 (20 anni)   |       | Santa Teresa      |

### Bolivia
Selezionatore: Weimar Delgado
| N. | Pos. | Giocatore          | Data nascita (età)          | Pres. | Squadra              |
| -- | ---- | ------------------ | --------------------------- | ----- | -------------------- |
| 1  | P    | Yoselin Aquino     | 28 dicembre 1991 (26 anni)  |       |                      |
| 12 | P    | Paola Álvarez      | 10 settembre 1990 (27 anni) |       | San Martín de Porres |
| 22 | P    | Flavia Valdivia    | 18 dicembre 1995 (22 anni)  |       |                      |
| 3  | D    | María Laura Gómez  | 16 maggio 1993 (24 anni)    |       | San Martín de Porres |
| 4  | D    | Ericka Morales     | 17 dicembre 1994 (23 anni)  |       | Deportivo Ita        |
| 5  | D    | Danny Pedraza      | 30 luglio 1994 (23 anni)    |       |                      |
| 16 | D    | Yamila Fernández   | 7 agosto 1986 (31 anni)     |       |                      |
| 6  | C    | Neiza Flores       | 19 dicembre 1989 (28 anni)  |       | Tecnología           |
| 7  | C    | Ana Paola Andía    | 10 giugno 1999 (18 anni)    |       | Universidad          |
| 11 | C    | Ana Paula Rojas    | 17 luglio 1997 (20 anni)    |       | San Martín de Porres |
| 13 | C    | Margarita Vargas   | 12 maggio 1995 (22 anni)    |       |                      |
| 14 | C    | Karenth Zabala     | 10 luglio 1996 (21 anni)    |       |                      |
| 15 | C    | Ángela Cárdenas    | 19 novembre 1993 (24 anni)  |       | Deportivo Ita        |
| 17 | C    | Mariana Caucota    | 22 aprile 1994 (23 anni)    |       | San Martín de Porres |
| 21 | C    | Marcela Ortiz      | 23 settembre 1996 (21 anni) |       | Santa Cruz           |
| 2  | A    | Alexi Áñez         | 2 ottobre 1990 (27 anni)    |       | Deportivo Ita        |
| 8  | A    | Janeth Morón       | 2 giugno 1988 (29 anni)     |       | Deportivo Ita        |
| 9  | A    | Ana Huanca         | 20 ottobre 1986 (31 anni)   |       | San Martín de Porres |
| 10 | A    | Maitté Zamorano    | 6 gennaio 1981 (37 anni)    |       | Deportivo Ita        |
| 18 | A    | María Yesica Ramos | 11 agosto 1995 (22 anni)    |       | Mundo Futuro         |
| 19 | A    | Eduarda Cuiza      | 5 gennaio 1980 (38 anni)    |       | Sinchi Wayra         |
| 20 | A    | Ana María Rivera   | 23 ottobre 1993 (24 anni)   |       | San Martín de Porres |

### Brasile
Selezionatore: Vadão. Bruna Benites, Fabiana e Ludmila non disponibili per infortunio.
| N. | Pos. | Giocatore       | Data nascita (età)         | Pres. | Squadra               |
| -- | ---- | --------------- | -------------------------- | ----- | --------------------- |
| 1  | P    | Bárbara         | 4 luglio 1988 (29 anni)    |       | Kindermann            |
| 12 | P    | Aline           | 15 aprile 1989 (28 anni)   |       | Ferroviária           |
| 20 | P    | Letícia Izidoro | 13 agosto 1994 (23 anni)   |       | Corinthians           |
| 13 | D    | Rilany          | 26 giugno 1986 (31 anni)   |       | Grindavík             |
| 14 | D    | Poliana         | 6 febbraio 1991 (27 anni)  |       | Orlando Pride         |
| 6  | D    | Tamires         | 10 ottobre 1987 (30 anni)  |       | Fortuna Hjørring      |
| 21 | D    | Mônica          | 21 aprile 1987 (30 anni)   |       | Orlando Pride         |
| 4  | D    | Rafaelle        | 18 giugno 1991 (26 anni)   |       | Changchun Zhuoyue     |
| 15 | D    | Érika           | 4 febbraio 1988 (30 anni)  |       | Paris Saint-Germain   |
| 3  | D    | Daiane          | 7 settembre 1997 (20 anni) |       | Avaldsnes             |
| 17 | C    | Andressinha     | 1º maggio 1995 (22 anni)   |       | Portland Thorns       |
| 8  | C    | Formiga         | 3 marzo 1978 (40 anni)     |       | Paris Saint-Germain   |
| 7  | C    | Andressa Alves  | 10 novembre 1992 (25 anni) |       | Barcellona            |
| 5  | C    | Thaisa          | 17 dicembre 1988 (29 anni) |       | Sky Blue              |
| 19 | C    | Aline Milene    | 8 aprile 1994 (23 anni)    |       | Baylor University     |
| 2  | A    | Millene Karine  | 13 dicembre 1994 (23 anni) |       | Corinthians           |
| 22 | A    | Raquel          | 21 marzo 1991 (27 anni)    |       | Ferroviária           |
| 18 | A    | Thaís           | 20 gennaio 1993 (25 anni)  |       | Incheon Hyundai Steel |
| 16 | A    | Bia Zaneratto   | 17 dicembre 1993 (24 anni) |       | Incheon Hyundai Steel |
| 10 | A    | Marta           | 19 febbraio 1986 (32 anni) |       | Orlando Pride         |
| 11 | A    | Cristiane       | 15 maggio 1985 (32 anni)   |       | Changchun Zhuoyue     |
| 9  | A    | Debinha         | 20 ottobre 1991 (26 anni)  |       | N. Carolina Courage   |

### Ecuador
Selezionatore: Wendy Villón
| N. | Pos. | Giocatore          | Data nascita (età)         | Pres. | Squadra              |
| -- | ---- | ------------------ | -------------------------- | ----- | -------------------- |
| 1  | P    | Shirley Berruz     | 6 gennaio 1991 (27 anni)   |       | Rocafuerte           |
| 12 | P    | Andrea Vera        | 10 aprile 1993 (24 anni)   |       | Universidad de Quito |
| 22 | P    | Irene Tobar        | 5 maggio 1989 (28 anni)    |       | Real Cartagena       |
| 3  | D    | Tamara Angulo      | 11 febbraio 1998 (20 anni) |       | Unión Española       |
| 4  | D    | Justine Cuadra     | 17 agosto 1998 (19 anni)   |       | Club Ñañas           |
| 7  | C    | Ingrid Rodríguez   | 24 novembre 1991 (26 anni) |       | Unión Española       |
| 16 | D    | Ligia Moreira      | 19 marzo 1992 (26 anni)    |       | Patriotas            |
| 2  | C    | Suany Fajardo      | 24 febbraio 1994 (24 anni) |       | Unión Española       |
| 6  | C    | Angie Ponce        | 14 luglio 1996 (21 anni)   |       | Espuce               |
| 10 | C    | Valeria Palacios   | 16 febbraio 1991 (27 anni) |       | 7 de Febrero         |
| 14 | C    | Sonia Ferrín       | 19 dicembre 1990 (27 anni) |       | ESPE                 |
| 17 | C    | Narcisa Mayorga    | 19 giugno 1997 (20 anni)   |       | Rocafuerte           |
| 19 | C    | Kerlly Real        | 13 novembre 1998 (19 anni) |       | Espuce               |
| 20 | C    | Andrea Pesantes    | 14 gennaio 1988 (30 anni)  |       | Unión Española       |
| 21 | C    | Nicole Charcopa    | 1º aprile 2000 (18 anni)   |       | Unión Española       |
| 5  | A    | Mayra Olvera       | 22 agosto 1992 (25 anni)   |       | Patriotas            |
| 8  | A    | Erika Vásquez      | 4 agosto 1992 (25 anni)    |       | Unión Española       |
| 9  | A    | Giannina Lattanzio | 19 maggio 1993 (24 anni)   |       | Unión Española       |
| 11 | A    | Madelin Riera      | 7 agosto 1989 (28 anni)    |       | Unión Española       |
| 13 | A    | Carina Caicedo     | 23 luglio 1987 (30 anni)   |       | Unión Española       |
| 15 | A    | Ámbar Torres       | 21 dicembre 1994 (23 anni) |       | Espuce               |
| 18 | A    | Ericka Gracia      | 30 luglio 1989 (28 anni)   |       | Unión Española       |

### Venezuela
Selezionatore: José Catoya
| N. | Pos. | Giocatore             | Data nascita (età)         | Pres. | Squadra                |
| -- | ---- | --------------------- | -------------------------- | ----- | ---------------------- |
| 1  | P    | Andrea Fernanda Tovar | 22 agosto 1990 (27 anni)   |       | Alianza Petrolera      |
| 12 | P    | Maleike Pacheco       | 20 ottobre 1993 (24 anni)  |       | Cortuluá               |
| 13 | P    | Lisbeth Castro        | 28 aprile 1988 (29 anni)   |       | Audax                  |
| 2  | D    | Jaylis Oliveros       | 13 novembre 1993 (24 anni) |       | Atlético Huila         |
| 3  | D    | Nubiluz Rangel        | 13 agosto 1993 (24 anni)   |       | Atlético Nacional      |
| 4  | D    | Petra Cabrera         | 19 maggio 1990 (27 anni)   |       | La Equidad             |
| 14 | D    | Alexyar Cañas         | 5 dicembre 1996 (21 anni)  |       | Santa Teresa           |
| 21 | D    | Nairelis Gutiérrez    | 2 luglio 1995 (22 anni)    |       | Unión Magdalena        |
| 22 | D    | Lisol Castillo        | 8 gennaio 1995 (23 anni)   |       | Unión Magdalena        |
| 5  | C    | Marialba Zambrano     | 17 giugno 1995 (22 anni)   |       | Cortuluá               |
| 6  | C    | Yenifer Giménez       | 3 maggio 1996 (21 anni)    |       | Aurillac Arpajon       |
| 7  | C    | Paola Villamizar      | 30 giugno 1994 (23 anni)   |       | Audax                  |
| 8  | C    | Cinthia Zarabia       | 24 novembre 1992 (25 anni) |       | Atlético Junior        |
| 15 | C    | Lisbeth Bandrés       | 24 marzo 1988 (30 anni)    |       | Alianza Petrolera      |
| 16 | C    | Idalys Pérez          | 20 luglio 1996 (21 anni)   |       | Cortuluá               |
| 17 | C    | Maikerlin Astudillo   | 10 maggio 1992 (25 anni)   |       | Estudiantes de Guárico |
| 20 | C    | Neily Carrasquel      | 26 luglio 1997 (20 anni)   |       | Atlético Junior        |
| 9  | A    | Deyna Castellanos     | 18 aprile 1999 (18 anni)   |       | FSU Seminoles          |
| 10 | A    | Gabriela García       | 2 aprile 1997 (21 anni)    |       | Deportivo La Coruña    |
| 11 | A    | Oriana Altuve         | 3 ottobre 1992 (25 anni)   |       | Santa Fe               |
| 18 | A    | Ysaura Viso           | 17 giugno 1993 (24 anni)   |       | Unión Magdalena        |
| 19 | A    | Joemar Guarecuco      | 20 giugno 1994 (23 anni)   |       | Cortuluá               |